# الواد (إجوكاك)
الواد هي إحدى مشيخات المملكة المغربية، تتبع جغرافيا لإقليم الحوز وإداريًا لإجوكاك. يقدر عدد سكانها بـ 4766 نسمة حسب الإحصاء الرسمي للسكان والسكنى لسنة 2004.